# Santorre Santarosa (sommergibile)
Il Santorre Santarosa è stato un sommergibile della Regia Marina.

## Storia
Il 21 giugno 1940 (con il capitano di corvetta Guido Coscia come comandante) fu inviato tra Ibiza e Maiorca; colto però da un guasto, dovette invertire la rotta, facendo ritorno alla base il 26 giugno senza aver avvistato unità nemiche.
Successivamente fu mandato a meridione di Creta in missione offensiva; a mezzanotte e dieci del 1º ottobre 1940 attaccò un sommergibile con il lancio di un siluro, andato a vuoto.
L'8 novembre 1940 speronò accidentalmente il trabaccolo Giuseppe e Maria al largo di Augusta, affondandolo; seriamente danneggiato, dovette tornare in porto. 
Fra il 4 e l'8 aprile 1941, mentre era in missione offensiva ad ovest di Malta per contrastare l'operazione britannica «Winch», perse, causa il mare mosso, il guardiamarina Emanuele Peretti (nato a Fiume il 26 marzo 1904).
Fu poi destinato al trasporto di rifornimenti per la Libia, al comando del tenente di vascello Giuseppe Simonetti.
Il 21 ottobre 1942, mentre stava rientrando a Napoli, fu attaccato da un sommergibile con il lancio di tre siluri, che schivò contromanovrando.
Il 15 gennaio 1943 partì per la sua ultima missione di trasporto: quattro giorni dopo andò infatti ad arenarsi sulle  di Kaliuscia (Tripolitania), dovendo trasbordare il carico su bettoline. Nella notte seguente (quando tutto il materiale era già stato sbarcato) fu attaccato da motosiluranti britanniche: uno dei siluri (lanciato dalla MTB. 260) andò a segno, uccidendo due uomini (il capo di seconda classe Vito Boccellato ed il marinaio Gaetano Aprile) e riducendo il Santarosa ad un relitto. 
Il 20 gennaio 1943 il relitto del sommergibile, per evitarne la cattura (tre giorni dopo Tripoli sarebbe stata occupata dagli inglesi) fu minato e fatto saltare in aria.